# Louis Jean Thévenet
Pour les articles homonymes, voir Thévenet.
Louis Jean Thévenet  (père), actif de 1741 à 1777, est un peintre sur porcelaine français.

## Biographie
Actif de 1741 à 1777, Louis Jean Thévenet est un peintre de fleurs, de cartels et de groupes. Son numéro de marque à Sèvres est le no 121. Il travaille au départ à la Manufacture de Vincennes, puis rejoint la Manufacture nationale de Sèvres en 1756, comme Charles-François Becquet, Catrice, Charles-Nicolas Dodin, Vincent Taillandier, Taunay, François Levavasseur

## Œuvres dans les collections publiques
- 1764, Pots à Pommade, porcelaine de Sèvres, décoration polychrome, musée Fine Arts de Boston ;
- 1767, Tasse et soucoupe porcelaine tendre de Sèvres, marque peint sur les deux pièces en bleu LS avec O à gauche le symbole de l'épingle à chapeau Thévenet père décorateur, bandeau bleu et rose, vigne vert et or, Collection Francine Clark Art Institute Museum ;
- 1768, Tasse et soucoupe de la Manufacture de Vincennes, et Table chiffonnière de Bernard II Van Riesen Burgh, ébéniste et plateau en porcelaine de Sèvres de Thévenet père, musée des Arts Décoratifs de Paris ;
- Walters Art Museum, New York, Pot à sucre.